# Athanase Dunand
Athanase Dunand est un facteur d'orgues français né à Blacé (Rhône), le 5 mars 1909 et mort à Villeurbanne (Rhône) le 12 décembre 1998.

## Biographie
La famille d'Athanase Dunand est d'origine rurale. Son père enseignait l’horticulture au lycée Sandar à Limonest.
Il fut apprenti chez Charles Michel Merklin & Kuhn, à Lyon, où il reçut une formation complète : ébénisterie, mécanique, tuyauterie, acoustique, et harmonisation. Après huit ans de travail chez  Merklin, il crée son entreprise à Villeurbanne en 1933.
L'un de ses premiers travaux, en 1933, est le relevage de l'orgue de Neuville-sur-Saône comportant 13 jeux. Son premier orgue neuf fut pour la paroisse de Crest dans la Drôme en 1934. 
Dans une première période, son travail reflète l'apprentissage dont il a bénéficié chez  Merklin. En 12 ans, il réalise près de 27 instruments. À partir de 1950, il découvre l'orgue d'Allemagne du Nord, l'orgue classique français et espagnol. Cet élargissement lui permet la création d'instruments aux tendances diverses, et parfois une connotation romantique comme à Sainte-Marie de la Guillotière à Lyon. Cet orgue a été transféré paroisse Sainte-Thérèse à Villeurbanne. 

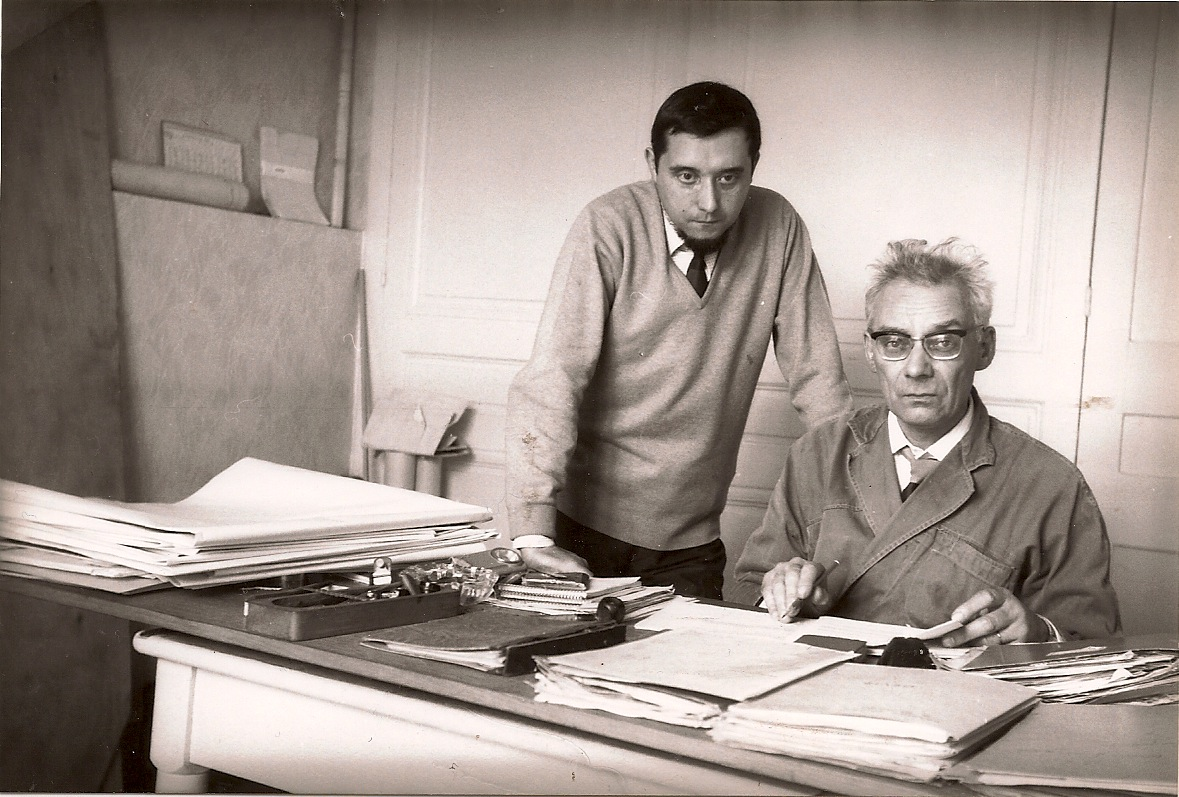
Athanase et Jean Dunand.

## Réalisations majeures
- Saint-Chamond : en 1949, pour le centenaire de leur école, les anciens élèves du collège des Maristes décident de relever et agrandir l'orgue de la chapelle[1].
- Église Saint-Nizier de Lyon, 1955, restauration de l'orgue Joseph Merklin (construit en 1885)[2] « PM69000891 », notice no PM69000891.
- Saint-Étienne, cathédrale St-Charles. En 1967, Athanase Dunand signe un marché important avec la Cathédrale St-Charles. Construction d'un grand 16 pieds de 4 claviers[3].
- Lyon, Église Saint-Bruno-les-Chartreux, 1970 : Dunand réalise un relevage et transfère la soufflerie dans la crypte. Il peut alors installer huit nouveaux jeux[4] « PM69000330 », notice no PM69000330.
- Troyes, église Saint-Martin-ès-Vignes, 1970, Athanase Dunand en collaboration avec l'organiste Jean-Marie Meignein, relève l'orgue de Saint-Martin-ès-Vignes que le facteur Louis Le Bé avait installé en 1554. Il réalise une reconstruction complète de l'orgue. L'orgue ainsi complété dispose de 43 jeux contre 14 en 1554[5].
- La Chaise-Dieu, église abbatiale Saint-Robert : restauration à l'identique entre 1971 et 1976 de l'orgue de Prade et de Marin Carouge datant de 1726. En 1976, l'orgue est finalisé par Jean Dunand[6].

## Orgues construits, restaurés ou agrandis
- 1931 : Grenoble, cathédrale Notre-Dame[8]
- 1933 : Neuville-sur-Saône, Église Notre-Dame-de-l'Assomption[9]
- 1934 : Bourges, Saint-Pierre
- 1934 : Sancoins, église paroissiale
- 1934 : Les Aix-d'Anguillon, église paroissiale
- 1934 : Crest, église Saint-Sauveur, première construction neuve d'Athanase Dunand[10]
- 1935 : Viviers, cathédrale[11]
- 1935 : Neuville-sur-Saône, orgue d'étude pour un particulier
- 1935 : Valence, Saint-Jean
- 1935 : Heyrieux, orgue de salon pour particulier
- 1936 : Lyon, exposition catholique (acquis par la paroisse Notre-Dame-de-la-Paix à Vassieux)
- 1936 : Bourbon-l'Archambault,
- 1936 : La Charité-sur-Loire
- 1937 : Saint-Étienne, Saint-Louis
- 1937 : Saint-Étienne, Saint-Jean-Baptiste de Montaud
- 1937 : Aiguebelle, abbaye trappiste
- 1938 : Saint-Étienne, orgue de salon
- 1938 : Lyon, Saint-Denis
- 1938 : Lyon, Saint-Paul
- 1939 : Saint-Héand, chapelle de l'Hospice
- 1939 : Notre-Dame de la Salette, sanctuaire
- 1942-1944 :
  - Izieux, Chapelle des frères maristes
  - Pélussin, église paroissiale
  - Caluire, Saint-Clair
  - Lyon, orgue d'étude pour particulier
  - Villefranche-sur-Saône, Notre-Dame-des-Marais
  - Le Puy, Saint-François-Régis
  - Saint-Clair-du-Rhône
- 1945 :
  - Curis, église paroissiale
  - Burcin, église paroissiale
  - Pouilly-les-Nonains, église paroissiale
  - Montagny, église paroissiale
- 1946 : Le Perréon, église paroissiale
- 1946 : Lyon, orgue de salon pour particulier
- 1946 : Neuville-sur-Saône, pensionnat Notre-Dame-de-Bellegarde
- 1946 : Notre-Dame-de-la-Salette, sanctuaire
- 1947 : La Mothe-Saint-Héray, église paroissiale
- 1947 : Saint-Quentin, Notre-Dame
- 1947 : Lyon Saint-Augustin
- 1949 : Saint-Chamond, collège des Maristes
- 1950 : Lyon, orgue de salon pour particulier
- 1950 : Le Pont-de-Beauvoisin, église paroissiale
- 1950 : Grenoble, Saint-Bruno
- 1951 : Le Grand-Bornand, église paroissiale
- 1951 : Bourgoin, Saint-Jean-Baptiste « PM38000509 », notice no PM38000509
- 1951 : Les Vans, église paroissiale
- 1952 : Saint-Agrève, église paroissiale[12]
- 1952 : Bourgoin-Jallieu, église St Jean-Baptiste « PM38000509 », notice no PM38000509
- 1952 : Roanne, Saint-Étienne
- 1952 : Roanne, Sainte-Anne
- 1952 : Villeurbanne, la Nativité
- 1952-1953 : Châteauneuf-de-Galaure, installation et modification de l'orgue de la famille Luquet de Saint-Germain avec ajout d'un clavier ce qui le porte à 10 jeux sur deux claviers et pédalier[13]
- 1953-1954 : Lyon, Saint-Nizier
- 1955 : Saint-Paul-Trois-Châteaux, chapelle des Maristes
- 1955 : Roanne, église Saint-Louis
- 1956 : Longchaumois, église paroissiale
- 1956 : Salins-les-Bains, église Saint-Maurice« PM39003594 », notice no PM39003594
- 1956 : Neuville-sur-Saône, Notre-Dame de Bellegarde
- 1956 : Montélimar, église paroissiale
- 1956 : Lyon, temple du change
- 1957 : Sainte-Foy-lès-Lyon, chapelle des Salaisiens
- 1957 : Viviers, cathédrale
- 1957 : Saint-Amour, église paroissiale
- 1958 : Oullins, petit séminaire
- 1958 : Rumilly, église Sainte-Agathe « PM74000324 », notice no PM74000324
- 1958 : Grenoble, cathédrale
- 1958 : Amplepuis, église paroissiale
- 1959 : Taninge, église paroissiale
- 1959 : Bourg-de-Péage, collège des Maristes
- 1959 : Toulon, Saint-Joseph
- 1959 : Pont du Las
- 1960 : Clermont-Ferrand, cathédrale Notre-Dame« PM63000268 », notice no PM63000268
- 1960 : Annecy-le-Vieux, église paroissiale
- 1960 : Roanne, Saint-Louis
- 1961 : Bourg-Saint-Maurice
- 1961 : Toulon, Saint-Louis
- 1962 : Lyon, école Chevreul
- 1962 : Lyon, Hôtel-Dieu
- 1962 : Toulon, cathédrale
- 1962 : Neuville-sur-Saône, Notre-Dame de Bellegarde
- 1963 : Alès, collège de jeunes filles
- 1963 : Le Puy, couvent des dominicaines
- 1963 : Lyon, Saint-Irénée
- 1964 : Saint-Just-Malmont, église paroissiale
- 1964 : Toulon, Saint-Pie-X
- 1964 : Saint-Genis-Laval, chapelle des Maristes
- 1964 : Bastia, la citadelle (relevé de taille et fiche technique pour le disque de René Saorgin)
- 1965 : Chazelles-sur-Lyon, église paroissiale
- 1965 : L'Arbresle, église paroissiale
- 1966 : Roquebrunne, orgue de salon (Jean-Jacques Grünenwald)
- 1966 : Charlieu, église paroissiale
- 1966 : Macon, temple protestant
- 1966 : Roche-la-Molière
- 1967 : Gourbeyre, église paroissiale[14]
- 1967 : Aubenas, église paroissiale
- 1967 : Saint-Étienne, cathédrale Saint-Charles-Borromée
- 1967 : Saint-Marcelin, église paroissiale
- 1967 : Annecy, Saint-Maurice
- 1967 : Tassin-la-Demi-Lune, Saint-Claude
- 1968 : Lyon, Sainte-Marie-de-la-Guillotière
- 1968 : Lyon, Saint-Denis
- 1968 : Aix-en-Provence, église du Saint-Esprit Notice no PM13000059
- 1969 : Lourmarin, orgue de salon
- 1970 : Lyon, Saint-Bruno
- 1970 : Troyes, collège Saint-Joseph
- 1971 : Saint-Martin-ès-Vignes
- 1971 : Le Puy-en-Velay, église Saint-Pierre-des-Carmes
- 1972 : Belmont-Tramonet, construction d'orgues positifs et portatifs
- 1963-1977 :
  - Grenoble, conservatoire
  - Bron, Notre-Dame de Lourdes
  - Champagne-au-Mont-d'Or, église paroissiale
  - Lyon, hôpital Desgenettes
  - Yssingeaux, petit séminaire
  - Grenoble, Sacré-Cœur
  - Doussard, église paroissiale
  - Le Chambon-sur-Lignon, église paroissiale
  - Sanary, église paroissiale.
  - Le Valdahon, église paroissiale.
  - Aix-les-Bains, église Notre-Dame-de-l'Assomption[15].

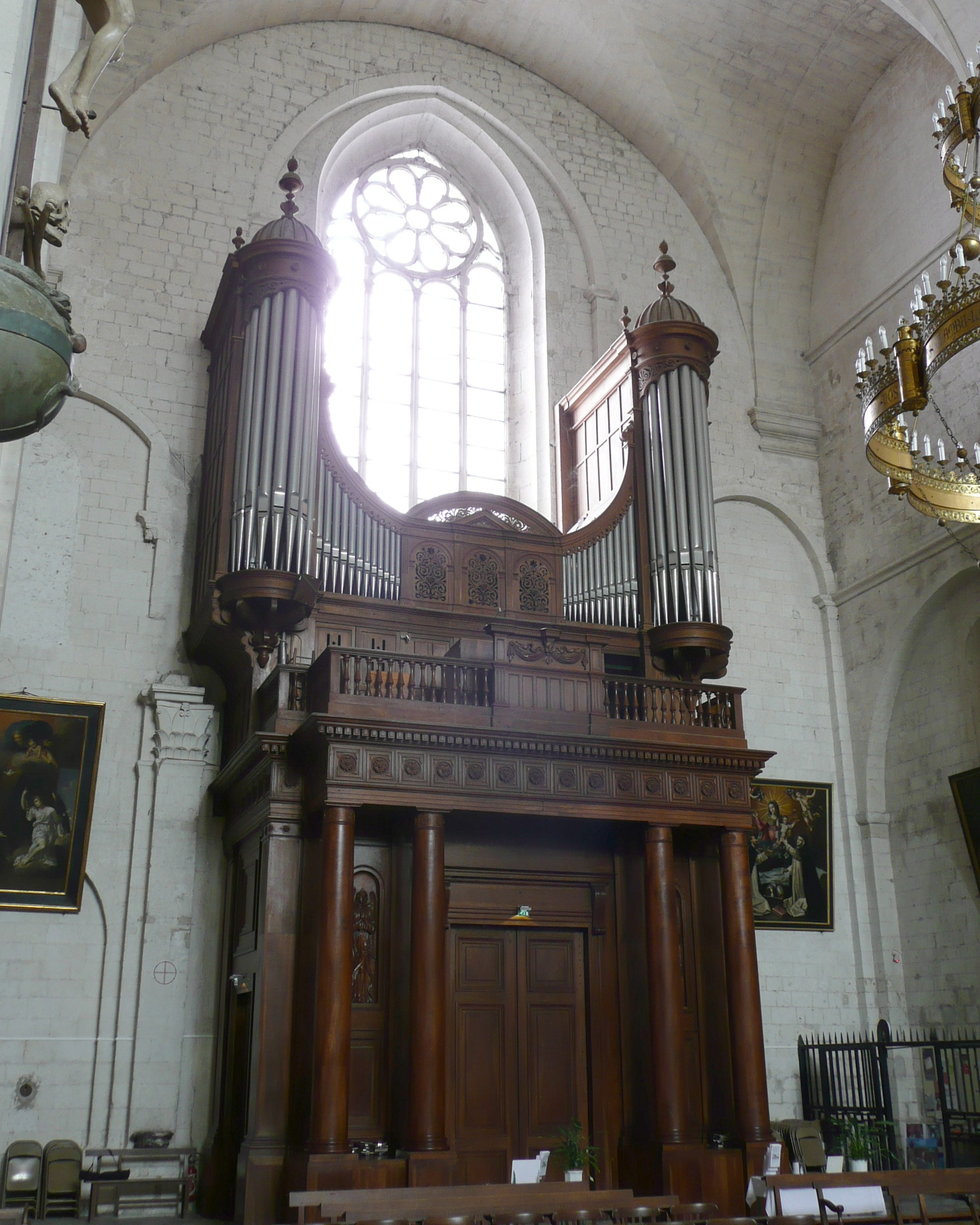
Cathédrale Saint-Vincent de Viviers
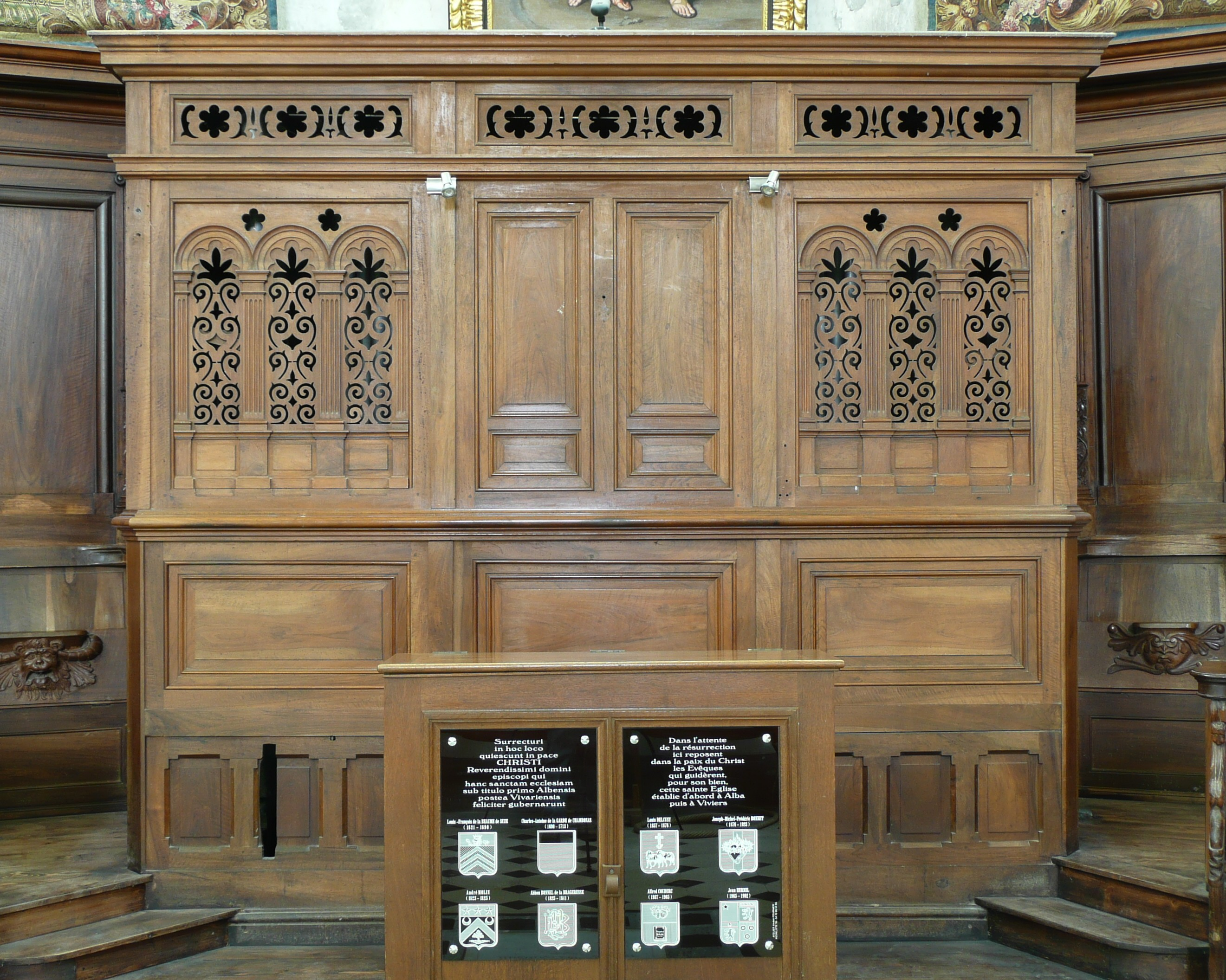
Cathédrale Saint-Vincent de Viviers
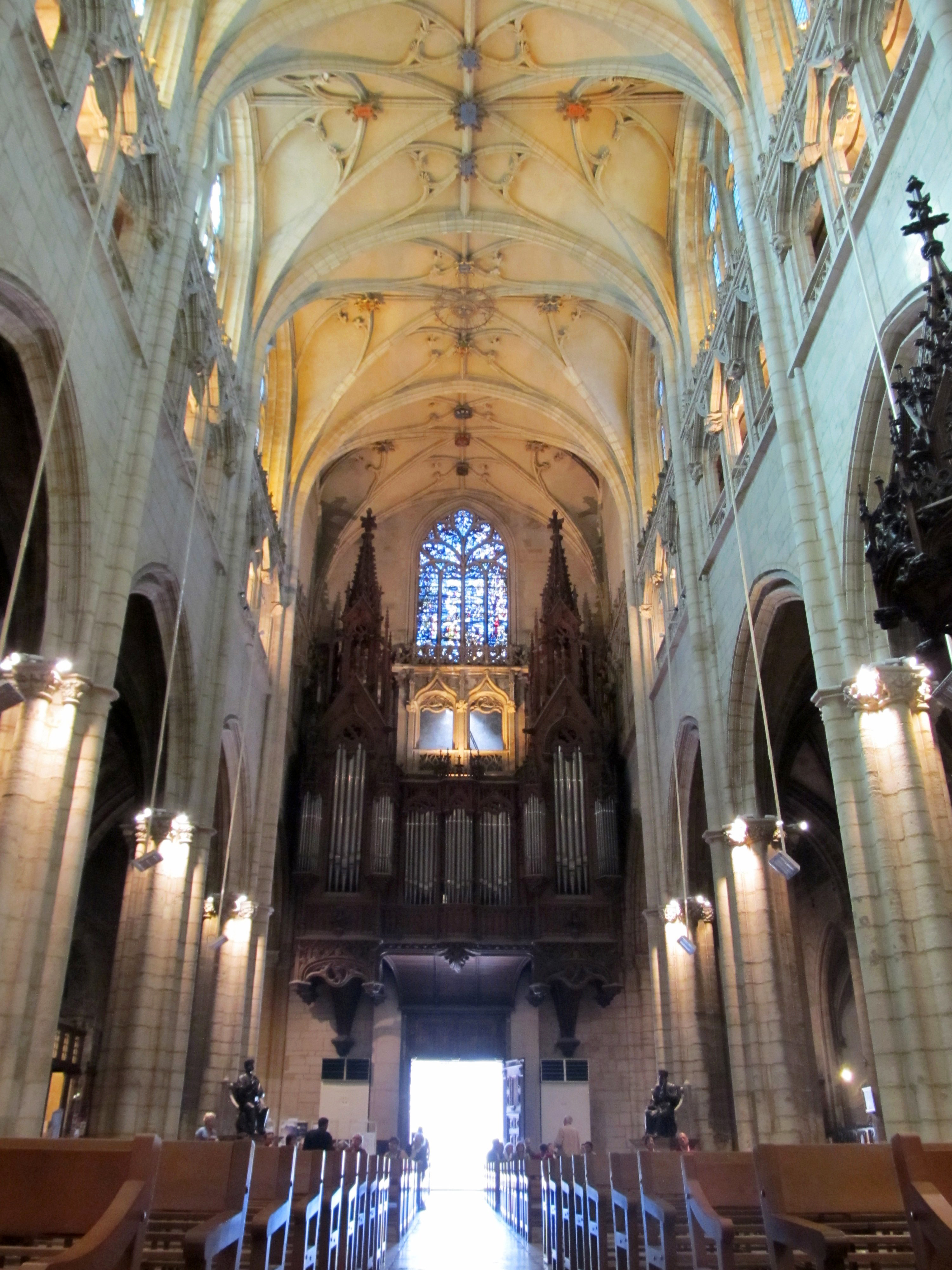
Sain-Nizier
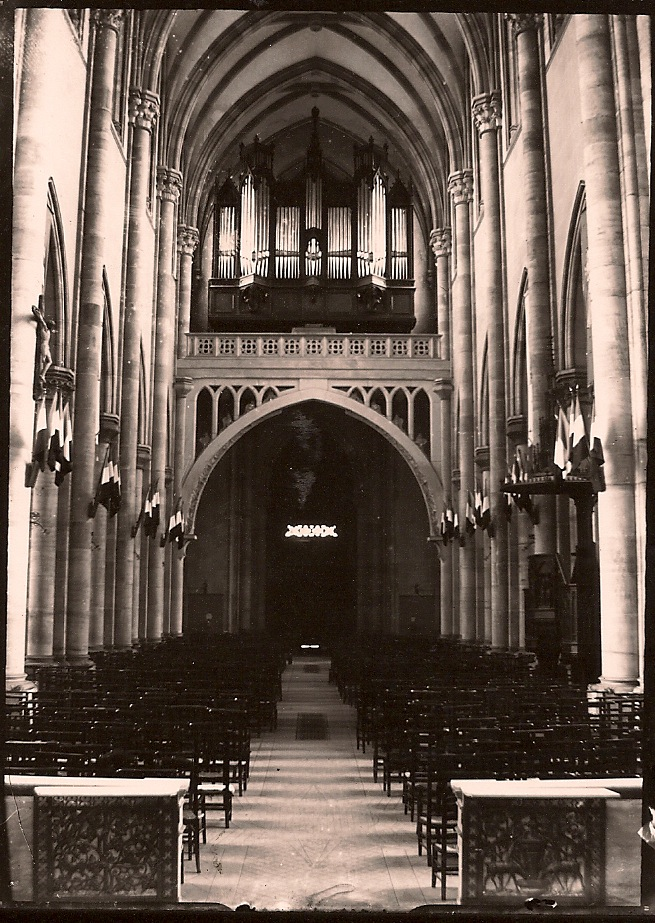
Saint-Joseph Belfort
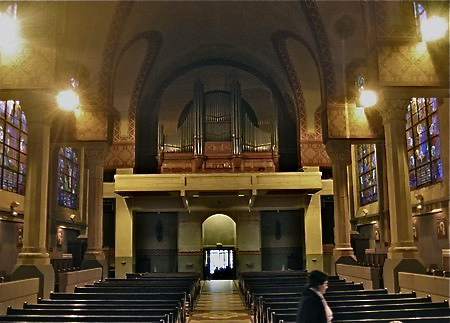
chapelle Saint-Chamond